# Chapelles et oratoires du Nord et du Pas-de-Calais
Cette page répertorie les chapelles et oratoires du Nord et du Pas-de-Calais.

## Nord
| Image | Commune nom de la chapelle et date de construction          | Description |
| ----- | ----------------------------------------------------------- | --- |
|       | Bousbecque Chapelle "Saint-Joseph" (1868)                   | Chapelle d'architecture Néo-Gothique en briques rouge et en grès de calcaire. La toiture, à l'origine en ardoises, est à présent en Zinc. La porte en fer comporte une petite fente qui servait autrefois à recevoir les offrandes des dévots que le prêtre allait chercher. (cette pratique n'existe plus de nos jours) À l'intérieur, il y a un autel de style gothique en bois de chêne avec la statue de Saint Joseph entouré de deux anges de style gothique portant des louanges ainsi que quelques petites statuettes. Cette chapelle conserve trois vitraux abimés, le quatrième à l'emplacement de l'œil-de-bœuf au-dessus de la porte, n'existe plus. Sa construction, commandée par la Famille Lecompte, se termina en mai 1868 (Second Empire) sur la propriété qui comportait en plus de la chapelle, le château, la grange, l'écurie et, plus en arrière, le jardin où, à présent, on peut voir la dizaine de maisons du lotissement de l'Allée des Lilas. Érigée en remerciement de la naissance d'un garçon par le couple qui n'avait eu que des filles, jusqu'à ce qu'un père très dévot face une demande et une promesse au Saint Patron. |
|       | Cousolre Chapelle "Bon Dieu de Pitié" (1558)                | |
|       | Esquelbecq Chapelle "Notre-Dame du Bon Secours" XIXe siècle | Chapelle en briques rouge la toiture est en ardoises. Trois statues sont disposées sur l’autel : "Notre-Dame du Bon Secours", "Saint Jacques" et "Sainte Appoline". |
|       | Marcq-en-Barœul Oratoire "Saint-Maur" 1871                  | Oratoire en briques rouges surmonté de trois chapiteaux en ardoise. Construit par les Sœurs de l'Enfant-Jésus, il a en son centre une statue de Saint Maur. Il fut rénové en 2001. |
|       | Steenvoorde Chapelle "Notre-Dame de Lourdes" 1878           | La chapelle Notre-Dame de Lourdes fut construite à la fin du XIXe siècle en brique peinte en blanc. La toiture est en ardoises. Le dimanche des Rameaux et le 15 août pour la fête de l'Assomption, une procession traversait le village. Elle était entraînée par la musique municipale et suivie du clergé et des fidèles à Notre-Dame de Lourdes. Ils y faisaient une escale pour la bénédiction des Rameaux et la présentation de la statue de Vierge Marie. Pratique qui prit fin dans les années 1980. |

## Pas-de-Calais
| Image | Commune nom de la chapelle et date de construction             | Description |
| ----- | -------------------------------------------------------------- | ----------- |
|       | Isbergues Chapelle Sainte Isbergues XVIIe siècle               |             |
|       | Halinghen Chapelle Notre-Dame-de-Bon-Secours de Niembourg 1902 |             |
|       |                                                                |             |